# Sekulär humanism

Happy Human - den internationella symbolen för sekulär humanism.

Sekulär humanism är en livsåskådning, en sekulär gren av humanismen.
Den sekulära humanismen utgår från människan – det är därifrån namnet ”humanism” kommer. Den kommer ur insikten att människor – på gott och ont – är utlämnade till oss själva och varandra. Vi måste själva och tillsammans ta reda på hur verkligheten fungerar. Vi måste själva och tillsammans ta ansvar för hur vi uppför oss och tar hand om varandra. Ingen utom vi själva har ansvar för våra egna liv och vårt gemensamma öde. Sekulära humanister tror att den här världen och det här livet är allt vi har. Vi bör därför försöka leva våra liv så bra som möjligt och underlätta för andra att få chansen att göra detsamma. Alla människor har rätt att med utgångspunkt i förnuft och medmänsklighet bli bedömda utifrån sina egna förtjänster. Den sekulära humanismen menar sålunda att vi människor bara har oss själva och varandra.
Den sekulära humanismen uppfattar verkligheten som naturlig, snarare än övernaturlig. Det betyder att man anser att världen består av materia och energi och att den styrs av naturliga regler, ibland kallade naturlagar. I den sekulära humanismen ingår därför inte föreställningar om gudar, andeväsen eller andra övernaturliga krafter. Den sekulära humanismen är därför också ateistisk eller agnostisk.
Verklighetsuppfattning: Sekulära humanister menar att världen existerar på riktigt utanför våra medvetanden, att det är möjligt att få kunskap om denna värld och att vi bör basera vår verklighetsuppfattning på sådant som går att undersöka. Humanister menar att myter och andra berättelser kan ge oss insikter i hur det är att vara människa, men att det kan vara felaktigt och farligt att betrakta dem som bokstavligt sanna.
Värdegrund: Sekulära humanister menar att alla individer har rätt till största möjliga frihet så länge det inte går ut över andras rättigheter, inklusive framtida generationer och mänskligheten som helhet. Humanism bejakar demokrati och mänsklig utveckling och vill bygga samhället på självständiga, ansvariga, samarbetande individer.
Den sekulära humanismen har inga dogmer  och avkräver ingen person någon trosbekännelse. För att vara humanist behöver man inte läsa något specifikt eller göra något visst – det finns inga speciella böcker att läsa, speciella ritualer att utföra eller speciella möten att gå på. Man behöver inte ha speciella kläder eller undvika någon speciell mat.

## Nordiska humanistmanifestet
Det nordiska humanistmanifestet från 2016 sammanfattar de nordiska humanistorganisationernas gemensamma värdegrund.
1. Humanism är en sekulär livsåskådning. Den utgår ifrån att människan är en del av naturen, född fri och lika i värdighet och rättigheter, utrustad med förnuft och samvete.
2. Humanister menar att det inte finns någon förutbestämd mening med livet. Vi är alla fria att finna mening och meningsfullhet i våra egna liv; genom individuell reflektion, sociala interaktioner och den rika kultur som mänskligheten har skapat genom vetenskap, filosofi och konstarterna.
3. Humanister förespråkar rationellt tänkande. Kritiskt ifrågasättande, informerade resonemang och vetenskapliga metoder är våra bästa verktyg för att nå pålitlig kunskap om världen.
4. Humanismen uppmanar till kritiskt ifrågasättande av alla idéer och åsikter, även våra egna. Vi bör söka efter de bästa argumenten och sträva efter att ändra oss när vi visas ha fel. Yttrandefrihet har avgörande betydelse för att åsikter ska kunna prövas i öppen debatt.
5. Humanister anser att demokratin, rättssamhället och de mänskliga rättigheterna är centrala, rationellt försvarbara värden. Vi är del av ett samhälle och har ansvar för våra medmänniskor och miljön, både lokalt och globalt. Vi måste säkerställa att vår planet är beboelig för framtida generationer.
6. Humanism verkar för jämlikhet för alla. Humanister försvarar religionsfriheten och rätten för alla människor att välja sin egen livsåskådning. Staten bör vara sekulär och inte ge någon livsåskådning några speciella privilegier.

Den engelska originaltexten arbetades gemensamt fram av sex nordiska organisationer: Human-Etisk Forbund i Norge, Humanistisk Samfund i Danmark, Siðmennt på Island, de finska humanisterna i Suomen Humanistiliitto och de finska fritänkarna i Vapaa-ajattelijain Liitto, samt Humanisterna. Även den färöiska humanistorganisationen Húmanistafélag Föroya, som grundades 2016, har anslutit sig till manifestet.

## Humanismen internationellt
Internationellt samlas många organisationer med en sekulärt humanistisk inriktning under paraplyorganisationen IHEU, International Humanist and Ethical Union. Organisationer som vill vara medlemmar i IHEU förväntas ställa sig bakom följande uttalande:
"Humanism är en demokratisk och etisk livsåskådning, som hävdar att människor har rätt och skyldighet att ge mening och form åt sina egna liv. Den står för uppbyggandet av ett mer mänskligt samhälle genom en etik baserad på mänskliga och andra naturliga värden i en anda av förnuft och fritt sökande genom mänskliga förmågor. Den är inte teistisk och den accepterar inte övernaturliga beskrivningar av verkligheten."
IHEU förespråkar att man ska använda ordet humanism i stället för begreppet sekulär humanism, med versalt H ("Humanism") i språk där namn på religioner till skillnad från i svenskan skrivs med inledande versal. Man menar att det ger en större legitimitet åt sekulär humanism som livsåskådning och gör den mer jämställd med religiösa livsåskådningar.
I Europa samlas sekulärhumanistiska organisationer i EHF, European Humanist Federation.

## Sekulär humanism i Sverige
I Sverige företräds den sekulära humanismen av förbundet Humanisterna.  

## Några kända sekulärhumanister
- Björn Ulvaeus
- Lena Andersson
- Christer Sturmark
- Morgan Johansson
- Anders Ygeman
- Ingemar Hedenius
- Torbjörn Tännsjö
- Eva Dahlgren
- Tage Danielsson
- Barbro Westerholm
- Amine Kakabaveh
- Isaac Asimov
- Salman Rushdie
- Kurt Vonnegut
- Margaret Atwood
- Gore Vidal
- Joyce Carol Oates
- Richard Dawkins
- Steve Wozniak
- Steven Pinker
- Edward O. Wilson
- Daniel Dennett
- Stephen Jay Gould
- Julian Huxley
- Paul Kurtz
- Carl Sagan